# Aleksandar Šćekić
Aleksandar Šćekić (ur. 12 grudnia 1991 w Berane) – czarnogórski piłkarz, grający na pozycji pomocnika. W sezonie 2021/2022 zawodnik Zagłębia Lubin. Reprezentant kraju. Posiada też obywatelstwo serbskie.

## Kariera klubowa

### FK Berane i wypożyczenia (2009–2013)
Zaczynał karierę w FK Berane. Łącznie zagrał tam 46 meczów i strzelił 3 gole.
1 stycznia 2011 roku został wypożyczony do FK Lovćen. W tym zespole zagrał 13 meczów i strzelił gola.
1 stycznia 2013 roku wypożyczono go do Jedinstvo Bijelo Polje. W tym zespole zagrał 12 meczów.

### FK Bokelj (2013–2016)
1 lipca 2013 roku został zawodnikiem FK Bokelj. W tym klubie zadebiutował 18 sierpnia w meczu przeciwko Kom Podgorica, wygranym 0:1, grając cały mecz. Pierwszego gola strzelił 8 września w meczu przeciwko FK Cetinje, wygranym 0:4. Do siatki trafił w 35, minucie. Łącznie w tym zespole zagrał w 69 meczach i strzelił 8 goli.

### Genclerbirligi Ankara (2016–2018)
19 lipca 2016 roku trafił do Genclerbirligi Ankara. W tureckim zespole zadebiutował 21 sierpnia w meczu przeciwko Gaziantepspor, wygranym 2:0, grając 2 minuty. Pierwszą asystę zaliczył 23 września 2017 roku w meczu przeciwko Istanbul Basaksehir FK, wygranym 1:0. Asystował przy jedynym golu w 90. minucie. Pierwszego gola strzelił 13 października w meczu przeciwko Besiktasowi, wygranym 2:1. Do siatki trafił w 72. minucie. Łącznie w Turcji zagrał 35 meczów, strzelił 2 gole i zanotował asystę.

### Partizan Belgrad (2018–2022)
21 sierpnia 2018 roku został zawodnikiem Partizanu Belgrad. W tym zespole zadebiutował 5 dni później w meczu przeciwko FK Macva Sabac, wygranym 1:3, grając cały mecz. Pierwszą asystę zaliczył 5 października w meczu przeciwko FK Vozdovac, wygranym 4:0. Asystował przy golu na 4:0 w 94. minucie. Pierwszego gola strzelił 5 maja 2019 roku w meczu przeciwko FK Napredak Krusevac, wygranym 2:1. Do siatki trafił w 93. minucie. W sezonie 2018/2019 zdobył mistrzostwo Serbii. Łącznie w serbskim zespole zagrał w 92 meczach, strzelił 9 goli i zanotował 6 asyst.

### Zagłębie Lubin (2022–)
20 stycznia 2022 roku trafił do Zagłębia Lubin.

## Kariera reprezentacyjna
Aleksandar Šćekić w ojczystej reprezentacji zadebiutował 24 marca 2016 roku w meczu towarzyskim przeciwko Grecji, przegranym 2:1. Zagrał 85 minut. Łącznie do 8 stycznia 2022 roku zagrał w 29 meczach.